# Arrondissement de Niort
L'arrondissement de Niort est une division administrative française, située dans le département des Deux-Sèvres et la région Nouvelle-Aquitaine.

## Composition

### Composition avant 2015
L'arrondissement se compose de 18 cantons représentant 166 communes :
- canton de Beauvoir-sur-Niort ;
- canton de Brioux-sur-Boutonne ;
- canton de Celles-sur-Belle ;
- canton de Champdeniers-Saint-Denis ;
- canton de Chef-Boutonne ;
- canton de Coulonges-sur-l'Autize ;
- canton de Frontenay-Rohan-Rohan ;
- canton de la Mothe-Saint-Héray ;
- canton de Lezay ;
- canton de Mauzé-sur-le-Mignon ;
- canton de Melle ;
- canton de Niort-Est ;
- canton de Niort-Nord ;
- canton de Niort-Ouest ;
- canton de Prahecq ;
- canton de Saint-Maixent-l'École-1 ;
- canton de Saint-Maixent-l'École-2 ;
- canton de Sauzé-Vaussais.

### Découpage communal depuis 2015
Depuis 2015, le nombre de communes des arrondissements varie chaque année soit du fait du redécoupage cantonal de 2014 qui a conduit à l'ajustement de périmètres de certains arrondissements, soit à la suite de la création de communes nouvelles. Au 1er janvier 2018, l'arrondissement  a vu son périmètre modifié.
Au 1er janvier 2024, l'arrondissement groupe les 121 communes suivantes :
1. Aiffres
2. Aigondigné
3. Alloinay
4. Amuré
5. Arçais
6. Asnières-en-Poitou
7. Aubigné
8. Augé
9. Avon
10. Azay-le-Brûlé
11. Beaussais-Vitré
12. Beauvoir-sur-Niort
13. Bessines
14. Bougon
15. Le Bourdet
16. Brieuil-sur-Chizé
17. Brioux-sur-Boutonne
18. Brûlain
19. Caunay
20. Celles-sur-Belle
21. La Chapelle-Pouilloux
22. Chauray
23. Chef-Boutonne
24. Chenay
25. Chérigné
26. Cherveux
27. Chey
28. Chizé
29. Clussais-la-Pommeraie
30. Coulon
31. Couture-d'Argenson
32. La Crèche
33. Échiré
34. Ensigné
35. Épannes
36. Exireuil
37. Exoudun
38. Fontenille-Saint-Martin-d'Entraigues
39. Fontivillié
40. Fors
41. Les Fosses
42. La Foye-Monjault
43. François
44. Fressines
45. Frontenay-Rohan-Rohan
46. Germond-Rouvre
47. Granzay-Gript
48. Juillé
49. Juscorps
50. Lezay
51. Limalonges
52. Lorigné
53. Loubigné
54. Loubillé
55. Luché-sur-Brioux
56. Lusseray
57. Magné
58. Mairé-Levescault
59. Maisonnay
60. Marcillé
61. Marigny
62. Mauzé-sur-le-Mignon
63. Melle
64. Melleran
65. Messé
66. Montalembert
67. La Mothe-Saint-Héray
68. Nanteuil
69. Niort
70. Paizay-le-Chapt
71. Pamproux
72. Périgné
73. Pers
74. Plaine-d'Argenson
75. Pliboux
76. Prahecq
77. Prailles-La Couarde
78. Prin-Deyrançon
79. La Rochénard
80. Rom
81. Romans
82. Saint-Coutant
83. Sainte-Eanne
84. Saint-Gelais
85. Saint-Georges-de-Rex
86. Saint-Hilaire-la-Palud
87. Saint-Maixent-l'École
88. Saint-Martin-de-Bernegoue
89. Saint-Martin-de-Saint-Maixent
90. Saint-Maxire
91. Sainte-Néomaye
92. Saint-Rémy
93. Saint-Romans-des-Champs
94. Saint-Romans-lès-Melle
95. Sainte-Soline
96. Saint-Symphorien
97. Saint-Vincent-la-Châtre
98. Saivres
99. Salles
100. Sansais
101. Sauzé-Vaussais
102. Sciecq
103. Secondigné-sur-Belle
104. Séligné
105. Sepvret
106. Soudan
107. Souvigné
108. Valdelaume
109. Val-du-Mignon
110. Vallans
111. Vançais
112. Le Vanneau-Irleau
113. Vanzay
114. Vernoux-sur-Boutonne
115. Le Vert
116. Villefollet
117. Villemain
118. Villiers-en-Bois
119. Villiers-en-Plaine
120. Villiers-sur-Chizé
121. Vouillé

## Démographie
En 2022, l'arrondissement comptait 200 497 habitants.
| 1968    | 1975    | 1982    | 1990    | 1999    | 2006    | 2011    | 2016    | 2021    |
| ------- | ------- | ------- | ------- | ------- | ------- | ------- | ------- | ------- |
| 173 719 | 179 613 | 184 109 | 188 614 | 190 708 | 202 943 | 210 683 | 199 177 | 199 565 |

| 2022    | - | - | - | - | - | - | - | - |
| ------- | - | - | - | - | - | - | - | - |
| 200 497 | - | - | - | - | - | - | - | - |